# Lugalzagesi

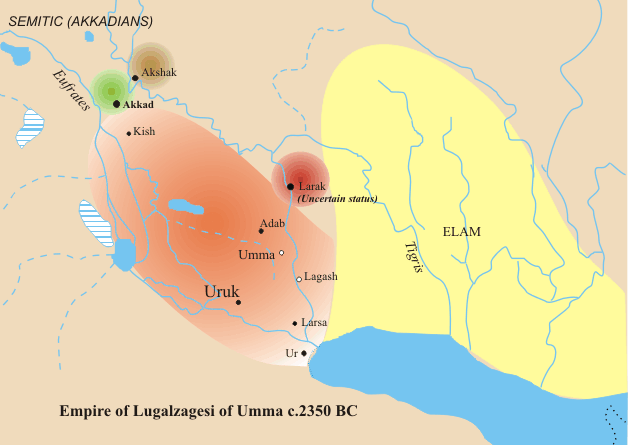
Ungefärlig placering av Akshak i brunt, Akkad innan dess expansion i grönt, Elam i gult och det enade Sumer under Lugal-Zage-si i orange. Staten Larak visas i rött då det är okänt om den fortfarande var självständig eller erövrad.

Lugal-zage-si var en (kung) över den sumeriska stadsstaten Umma omkring år 2294–2270 f.Kr. Han kom under sin tid som regent att erövra hela Sumer (södra Mesopotamien), Lugal-zage-si blev även den siste sumeriska storkungen  då Sumer under hans tid som härskare invaderades och erövrades av Akkadiska riket under Sargon av Akkad. Ingen sumerisk kung kom efter detta att härska över hela Sumer.

## Tid som konung
Lugal-zage-si tid som kung av Umma markeras av erövringskrig mot rikets grannstater och han erövrade snabbt Ur, Nippur, Larsa och Uruk och gjorde Uruk till sin nya huvudstad. Han kom därmed att bli den förste och ende kungen i Uruks fjärde dynasti. han gav sig sedan på Kish där han besegrade kung Ur-zababa, detta innebar slutet på Kish egentliga självständighet för all framtid (Staten kom att fortsätta ha egna kungar men verkar hädanefter ha varit en lydstat först till Uruk och sedan till Akkadiska imperiet). Lugal-zage-si anföll sedan Lagash och besegrade kung Urukagina, efter det förstörde han staden. Lagash som var en grannstat till Umma hade länge varit deras rivaler och århundradet innan Lugal-zage-si (2400-2300 f.kr.) hade för Umma markerats av tvingade tributer och flera militära nederlag mot dem. Lugal-zage-si kom att härska i 25 eller 34 år.
In en skrift av Lugal-zage-si påstår han att stormguden Enlil gett honom allt land mellan "övre och nedre haven", alltså området mellan Medelhavet och Persiska Gulfen. Moderna forskare menar dock att invasionerna i området kring Medelhavet på sin höjd utgjordes av en eller flera lyckade räder. Om skriften är trovärdig skall det dock ha varit första gången en sumerisk härskare erövrat områden fram till Medelhavet. Detta motsägs av senare lertavlor som påstår att Lugal-Anne-Mundu (en tidigare konung av Adab) skall ha erövrat både Medelhavets kust och Taurusbergen. Dock finns det alltför få källor kvar gällande Sumer innan Sargons erövringar och det är omöjligt att säga om detta stämmer eller inte. Vilken sumerisk härskare (om någon) som var först med att sträcka sitt rike till Medelhavet är därmed oklart. 
Enligt Babylonska versioner av Sargons skrifter skall Lugal-Zage-si ha tillfångatagits av Sargon efter Uruks fall. Han skall sedan ha letts bojad till Enlils tempel i Nippur. 